# Catena montuosa dell'Hornbach
La   Catena montuosa dell'Hornbach    in tedesco  Hornbachkette)    è lunga circa 15 km. La catena montuosa dell'Hornbach è sita nelle Alpi dell'Algovia,  in Austria, nella regione del Tirolo.  Essa separa la valle dell'Hornbach a nord-ovest dalla valle dell'Haglertal, una valle laterale della valle del Lech a sud-est. Il paese più vicino è Häselgehr nella Lechtal. Comprende diverse cime importanti, tra cui il Kreuzkarspitze (2.587 m), l'Ilfenspitzen (2.552 m), il Wolfebnerspitze (2.432 m) e l'Östliche Plattenspitze (2.489 m). È caratterizzata da ripide pareti rocciose e da valli profonde.

## Geografia
La catena dell'Hornbach si dirama dalla cresta principale dell'Algovia presso l'Öfnerspitze e si estende verso est con una leggera curva verso nord. All'estremo ovest, presso l'Hornbachspitze, si dirama un ramo laterale verso sud, dove si trova la vetta più importante dell'intera catena, il Großer Krottenkopf (2.657 m). Si tratta anche della vetta più alta delle Alpi dell'Algovia. A ovest, il gruppo montuoso è una linea che si estende dall'Holzgau a sud, attraverso l'Höhenbachtal e la Rossgumpental, fino all'Öfnerkar a nord. Il confine del ramo principale della catena dell'Hornbach è formato a nord dalla valle dell'Hornbach con la cittadina di Hinterhornbach, e a sud dalla valle del Lech da Holzgau a Vorderhornbach, dove si unisce alla valle dell'Hornbach. All'incrocio delle due valli si trova la montagna più orientale del gruppo, la Klimmspitze. Nel ramo principale della catena montuosa dell'Hornbach le cime più alte sono il Marchspitze (2.609 m), il Bretterspitze (2.608 m) e l'Urbeleskarspitze (2.632 m), tutte considerate tra le dieci cime più importanti delle Alpi dell'Algovia.

## Geologia
La roccia predominante della catena Hornbach è la fragile dolomite principale . La catena montuosa è caratterizzata da creste rocciose che si diramano ad angolo retto dalla cresta principale. Questi delimitano le numerose depressioni, in parte molto grandi e imponenti, che sono particolarmente pronunciate a sud della cresta. Molte montagne prendono il nome dagli accumuli glaciali ai loro piedi, ad esempio l'Hermannskarspitze, il Kreuzkarspitze, il Bretterspitze, il Sattelkarspitze, il Woleckleskarspitze, il Gliegerkarspitze, l'Urbeleskarspitze e il Wasserfallkarspitze.

## Sviluppo alpinistico
Rispetto ad altri gruppi montuosi delle Alpi dell'Algovia, la catena montuosa dell'Hornbach è meno sviluppata. Solo poche montagne hanno sentieri di conseguenza, le cime, a parte il Grosser Krottenkopf e il Bretterspitze, vengono raramente scalate. A ovest della catena si snoda il famoso sentiero escursionistico a lunga percorrenza E5 (tratto Kemptner Hütte – Holzgau). I rifugi nella zona occidentale sono l'Hermann von Barth Hütte ( 2.129 m ) nel Wolfebnerkar , a sud della cresta , e più a est la Kaufbeurer Haus ( 2.007 m ) nell'Urbeleskar, a nord della cresta. I due rifugi sono collegati dall'Enzenspergerweg, che prende il nome dall'alpinista Josef Enzensperger.

## Elenco delle vette
Le vette più importanti della cresta principale della catena dell'Hornbach sono (da ovest a est):
- Hornbachspitze – 2.533 m
- Faulewand-Spitze Östliche – 2.473 m
- Marchspitze – 2.609 m
- Hermannskarspitze – 2.472 m
- Ilfenspitzen – 2.552 m
- Östliche Plattenspitze – 2.493 m
- Wolfebnerspitze–  2.432 m
- Söllerkopf Südlicher – 2.390 m
- Balschtespitze – 2.499 m
- Schreierkopf – 2.198 m
- Kreuzkarspitze – 2587 m
- Söllerkopf Südlicher – 2.402 m
- Rotwand – 2.262 m
- Bretterkarspitze – 2.324 m
- Noppenspitze – 2.594 m
- Häselgehrberg – 2.206 m
- Sattelkarspitze – 2.552 m
- Wolekleskarspitze – 2.522 m
- Jungfrauenspitzen  – 2.390 m
- Gliegerkarspitze – 2.575 m
- Bretterspitze – 2.608 m
- Urbeleskarspitze – 2.632 m
- Zwölferspitze  – 2.416 m
- Wasserfallkarspitze – 2.557 m
- Schwellenspitze – 2.496 m
- Klimmspitze – 2.464 m

Il ramo laterale, che si dirama verso sud all'Hornbachspitze, all'estremità occidentale della catena dell'Hornbach, comprende le seguenti cime:
- Großer Krottenkopf – 2.656 m
- Ramstallspitze – 2.533 m
- Strahlkopf  – 2.388 m
- Rothornspitze – 2.393 m
- Jöchelspitze – 2.226 m[1]